# Полторак, Юрий Викторович
Ю́рий Ви́кторович Полтора́к (укр. Юрій Вікторович Полторак; род. 6 августа 1970, Кировоград) — советский и украинский футболист, выступавший на позиции полузащитника

## Биография
Воспитанник кировоградской СДЮШОР-2, первые тренеры — Василий Капинус и Владимир Самойленко. Затем занимался в харьковском спортинтернате под руководством Семёна Гейера. Оттуда был приглашён в «Металлист», однако за главную команду провёл всего одну игру, в Кубке Федерации футбола СССР выйдя на замену вместо Андрея Панкова в матче против одесского «Черноморца». Также отыграл 8 матчей за дубль харьковчан. В 1988 году вернулся в родной Кировоград, где стал игроком местной «Звезды», за которую в том же году провёл 17 матчей во второй лиге. После этого был призван в армию, службу проходил в городе Конотоп. После демобилизации выступал за «Хлебороб» из Чернобая в соревнованиях коллективов физкультуры. В 1991 году провёл 4 матча за черкасский «Днепр», после чего снова стал игроком «Звезды». Цвета кировоградской команды продолжил защищать в чемпионате независимой Украины. В 1994 году стал первым игроком, который провёл за кировоградцев 100 матчей в чемпионатах Украины. С командой прошёл путь от переходной до первой лиги, победителем которой «Звезда» стала в 1995 году, однако после этого Полторак покинул клуб.
После ухода из «Звезды» стал игроком команды «Темп-АДВИС» из Хмельницкого, однако отыграл в клубе всего месяц, после чего перешёл в кременчугский «Нефтехимик». Уже во время зимнего перерыва сезона 1995/96 снова сменил клуб, отправившись в стан северодонецкого «Химика», в котором доиграл до конца турнира. Следующий сезон провёл в луганской «Заре» и ахтырском «Нефтянике». В 1997 году снова вернулся в «Звезду», однако отыграл всего три матча за вторую команду клуба, после чего получил серьёзную травму крестообразных связок коленного сустава и выпал из игры на продолжительное время. В 1999 году провел 4 матча за житомирское «Полесье», после чего принял решение завершить карьеру. По окончании выступлений, некоторое время играл за любительские команды из Кировограда «Птако» и «Конан».
Окончил факультет физвоспитания Кировоградского педагогического института. После 1999 года работал менеджером на кировоградском мясокомбинате «Ятрань».

### Сборная
В 1987 году вызывался Александром Пискарёвым в юношескую сборную СССР, за которую провёл 1 матч

## Достижения
- Бронзовый призёр Второй лиги чемпионата Украины: 1993/94
- Победитель Первой лиги чемпионата Украины: 1994/95